# Institut français de Naples
L'Institut français de Naples, o Istituto francese di Napoli è un istituto francese fondato nel 1919 per sviluppare le relazioni tra l’Italia meridionale e la Francia. Ha come missione quella di assicurare e promuovere la diffusione della lingua, della cultura e della creazione artistica francese sia a Napoli che in Campania, Basilicata, Calabria, Molise e Puglia. Dal 2012 la denominazione ufficiale è Institut français Napoli. E un'antenna dell'Institut français Italia, che ha sede a Roma.

## Storia
L'Istituto français de Naples venne ideato dal direttore dell’Istituto francese di Firenze, Julien Luchaire nel 1919.
La direzione dell’IFN fu affidata al musicologo e compositore Paul-Marie Masson (Sèta, Hérault, 1882 - Parigi, 1954), già docente presso l’istituto di Firenze. Fu il primo istituto francese dell’Italia meridionale.
Già situato a Palazzo Corigliano, nel centro storico di Napoli, dal 1935 la sua sede si trova Palazzo dell'Istituto Grenoble nel quartiere di Chiaia, costruito nel 1884 dall’architetto Lamont Young, fu acquistato dal Governo Francese nel 1933.

## Direttori
(elenco incompleto)
- (1919-1931) Paul-Marie Masson
- (1931-1937) Gustave Soulier
- (1937-1983) ...
- (1983-1989) Jean Digne
- (1989-1992) ...
- (1992-1998) Jean-Noël Schifano
- (1998-2015) ...
- (2015-2018) Jean-Paul Seytre (*)
- (2018-2022) Laurent Burin des Roziers (*)
- (2022-oggi) Lise Moutoumalaya (*)

(*): Anche Consoli Generali di Francia a Napoli